# Тамбомачай
Тамбомачай (Tambomachay, из кечуа Tampumachay, tanpu mach’ay — буквально «место отдыха», «курорт») — археологический памятник в Перу близ Куско. Был посвящён культу воды, здесь любил отдыхать Великий Инка. Памятник также иногда именуется Банями инков (Balneario Inca).
Состоит из серии акведуков, каналов и различных водных каскадов, стекающих по скалам. Из основного каскада инки сделали два каскада совершенно одинаковых по размеру: если одновременно в оба вставить по бутылке с водой, то они наполнятся одновременно.
Здесь же в инкские времена находились царские сады, которые орошались при помощи сложной системы каналов, специально созданных для их подпитки. Здесь же находился контрольный пункт для прибывающих из Антисуйу.

## Галерея

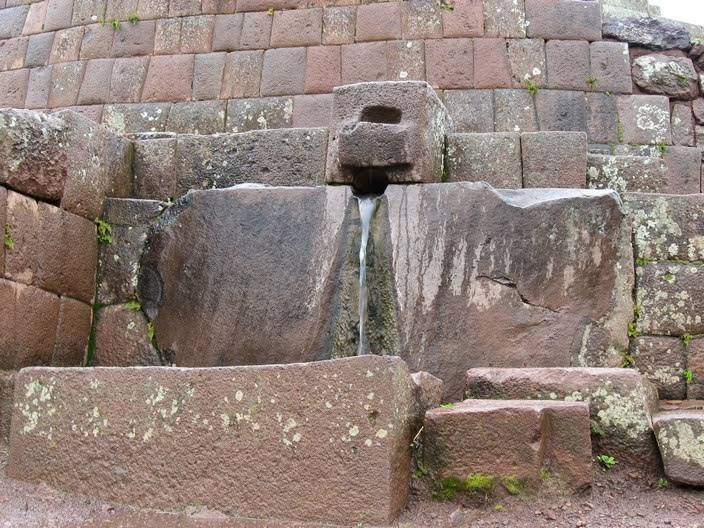
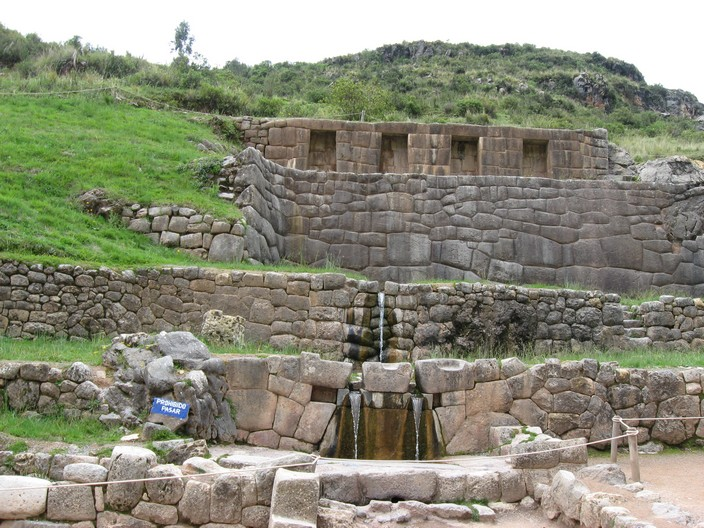
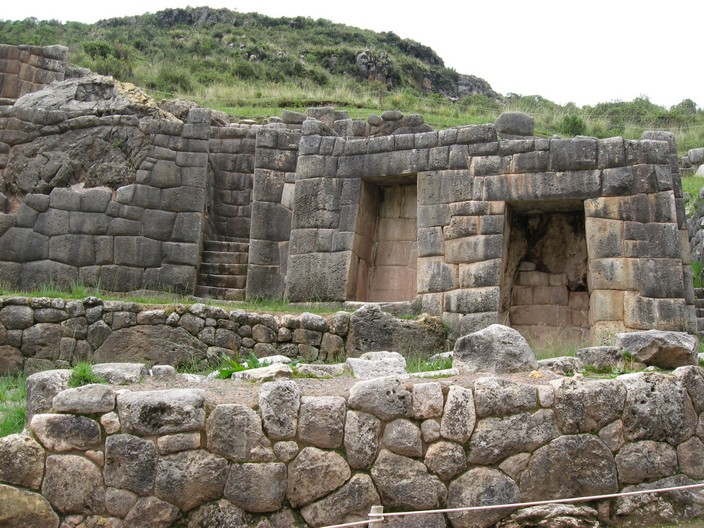
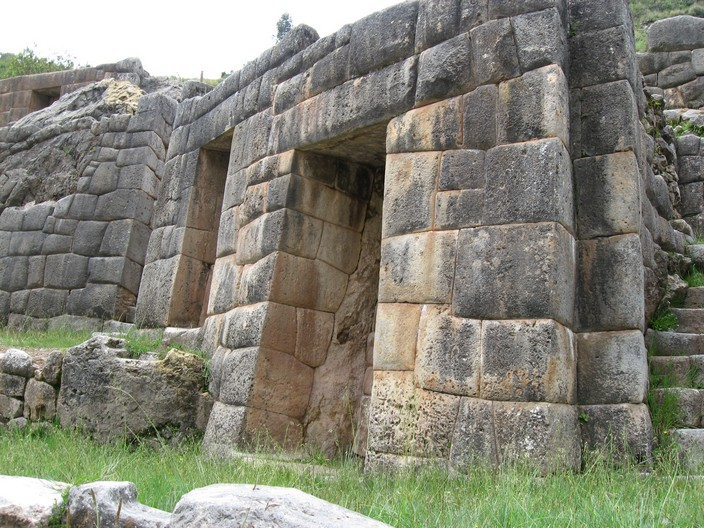
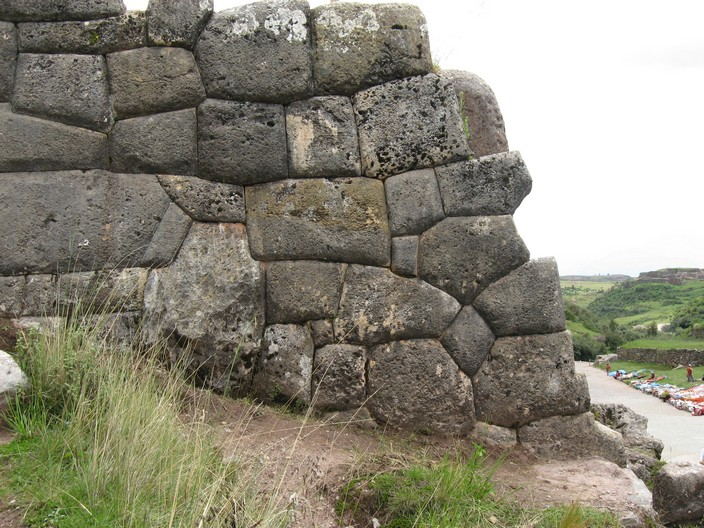
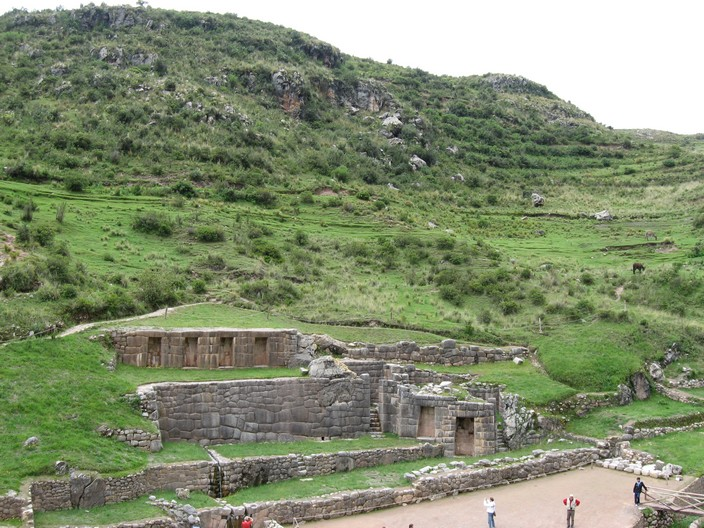